# Yatoch Ku
Yatoch Ku (en lacandón: U yatoch k’uj “la casa de los dioses”) es un yacimiento arqueológico maya ubicado al interior de la Selva Lacandona en el estado de Chiapas, México, que conserva pinturas murales mayas al fresco realizadas en el periodo clásico mesoamericano dentro de su palacio principal. La pintura mural de Yatoch Ku es de carácter zoomorfa y plasma figuras de aves como colibrís, lirios, flores de agua y cenefas con patrones lineales de colores.
Yatoch Ku es mencionado como un importante sitio en cuanto a pintura mural maya, sin embargo, ha sido poco explorado e investigado debido a su recóndita ubicación al interior de la profundidad de la selva y al complejo recorrido que requiere para acceder al lugar, la ubicación exacta del sitio es parte del conocimiento ancestral del pueblo lacandón. De acuerdo a la mitología lacandona, en los templos de Yatoch Ku habitan varias deidades lacandonas y las ruinas del lugar son utilizadas como un centro ceremonial, el nombre del lugar se traduce del idioma lacandón como "la casa de los dioses", un topónimo que denota la importancia del lugar.

## Pintura mural
Según los informes arqueológicos, la pintura mural de Yatoch Ku esta datada en el periodo clásico y presenta colores verdes, rojos y negros sobre muros con pintura blanca al interior de un cuarto abovedado en un edificio en ruinas con las características de un templo piramidal, cabe resaltar que todo el sitio se encuentra sepultado en densa vegetación selvática. 
En las pinturas murales de Yatoch Ku se plasma una escena zoomorfa con la imagen de colibrís, un lirio acuático, varios personajes portando penachos verdes y una serie de cenefas y volutas decorativas de colores. El estilo artístico de las pinturas ha sido relacionado con la pintura mural hallada sobre un templo en el sitio de Canancax-Sib, un antiguo centro ceremonial maya ubicado también dentro de la Selva Lacandona.